# UB-119号潜艇
陛下之UB-119号艇是德意志帝国海军于第一次世界大战期间建造的其中一艘UB-III型近岸潜艇或称U艇。它由不来梅的威悉船厂承建，于1917年12月13日新船下水，至1918年2月9日交付使用。其全长55.85米，水面及水下排水量分别为512吨和643吨，艇载武器则包括五具500毫米鱼雷发射管以及一门105毫米口径甲板炮。UB-119号入役后曾被部署至驻埃姆登的第三区舰队，并参与了大西洋潜艇战。但在仅有的一次巡逻期间，该艇未能击沉任何船舶。1918年5月5日，UB-119号在拉斯林岛至爱尔兰海岸之间水域遭英国轮船绿岛号撞沉，艇内34名官兵全数阵亡。

## 设计
UB-119号是不来梅威悉船厂承建的UB-III型第三批次（UB-118至UB-132号）的二号艇，由德意志帝国海军潜艇监察局于1917年2月8日订购、4月10日动工，至同年12月13日下水。其全长55.85米，舷宽5.80米。艇体采用双壳体结构，水面及水下排水量分别为512吨和643吨，浮起时的吃水深度为3.72米。由于无需像UC-II型艇那样提供水雷布设装置，设计工程师对潜艇舷弧进行了优化，增大了司令塔体积，配备两具潜望镜，司令塔与控制室之间增加一道水密舱壁。这些改进显著提高了潜艇的水下机动性和生存力。为了达到更高的航速，UB-119号采用两台戴姆勒六缸四冲程525匹公制馬力（386千瓦特）柴油机用于水面运行，以及两台394匹公制馬力（290千瓦特）的西门子-舒克特电动发电机用于水下航行；水面最高航速13.9節（25.7每小時），水下7.6節（14.1每小時）；能够在水面以6節（11每小時）航速续航7,280海里（13,480），或以4節（7.4每小時）连续在水下航行50海里（93）而无需充电。
UB-119号的主武器为五具500毫米艇艏鱼雷发射管，其中艇艏四具采用层叠式布局分居两侧、艇艉一具，并可搭载合共10枚G6型鱼雷。辅助武器则是一门88毫米30倍径速射炮。其标准船员编制为3名军官加31名水兵。

## 服役历史
1918年2月9日，UB-119号在首度担任艇长的海军中尉瓦尔特·科尔贝的指挥下正式入役，随即展开海试。完成海试后，该艇于4月20日被编入驻埃姆登的第三区舰队，得以参与大西洋潜艇战，但从未击沉任何船舶。4月27日，科尔贝受命从黑尔戈兰岛启程，前往北海北部及爱尔兰北部水域执行首次巡逻。4月30日，潜艇发出的三次信号表明它正位于挪威的里讷斯讷斯的西南偏西处。然而，英国截获的一个信号显示，它在阿伯丁和彼得黑德以东停留了两天，并于5月2日10:42从费尔岛附近发送报告后，被装备有水听器的拖网船追击了四个小时之久。3日上午同一时间，另一个信号将它定位在北罗纳岛附近。4日凌晨03:00，UB-119号给出了自己在赫布里底群岛以西、弗兰南群岛对开的位置，并报告称早前在阿伯丁和彼得黑德附近没有遇到航运船舶。八小时后，它出现在南尤伊斯特岛西侧，正向南行驶。
根据艇长的惯常程序，科尔贝应该在5月5日中午前一个小时发出另一个信号，但德国基地什么也没有收到。关于UB-119号的结局众说纷纭，但当时的一次遭遇极可能导致了潜艇的覆灭。英国轮船绿岛号（Green Island）在拉斯林岛和爱尔兰海岸之间（55°16′N 6°24′W / 55.267°N 6.400°W）向西北偏西行驶，发现前方约20碼（18）处有潜望镜升起，便调整方向对其实施冲撞。潜望镜随即降下，但绿岛号在水下重重地撞到了一个物体，返回时发现水面上漂出大量的油污。如果这是UB-119号，它便不可能像一些报道所声称的那样，于5月25日还在贝尔法斯特附近用鱼雷击沉了一艘轮船。事实上，其无线电在此前的常规信号之后便保持静默，表明它已经沉没了。

## 脚注
1. ↑  Rössler，第55頁.
2. 1 2  Helgason, Guðmundur. . German and Austrian U-boats of World War I - Kaiserliche Marine - Uboat.net.   [2009-02-13].
3. 1 2 3 4  Gröner 1991，第25-30頁.
4. 1 2  Helgason, Guðmundur. . German and Austrian U-boats of World War I - Kaiserliche Marine - Uboat.net.   [2015-03-10].
5. ↑  陈进，第239頁.
6. ↑  Grant，第132-133頁.
7. ↑  Grant，第133頁.